# Натали Генова
Наталия Генова (известна като Натали Генова) е българска модна дизайнерка.

## Биография
Родена е на 12 март 1946 г. Завършва славистика в Софийския университет и е член на СБХ. Сред учредителите е на група „Форум Българска мода“.
Проектира театрални костюми за Българската национална телевизия и софийските театри. Между 1968 и 1978 г. работи като художник на телевизионни предавания в БНТ с проекти за костюми, декори и кукли.
Художник е на костюмите за два спектакъла, поставени в Сатиричния театър през 1999 г. – „Предложение“ по А. П. Чехов и „Любовникът“ на Харолд Пинтър, както и на „Послеслов“ по Чехов в театрална работилница „Сфумато“ (1996).
Създателка е на първия бутик в България – „Натали“, открит през 1979 г. на бул. „Витоша“ в София.
През 1995 г. в София открива галерия „Натали“.
Има над 20 самостоятелни изложби в страната и в чужбина: Стокхолм, Виена, Братислава, Париж, Тбилиси, Прага и др. Представила е своите облекла и накити в над 120 модни ревюта. Нейни клиентки са царица Маргарита, Невена Коканова, Катя Паскалева, Стоянка Мутафова, Антоанета Праматарова, Анастасия Мозер, Лидия Шулева, дами от дипломатическия корпус и бизнеса.
Умира през 2014 г. в София.

## Признание
Носителка е на „Златна игла“ на Академията за мода (1998 г.) за цялостен принос към развитието на българската мода и на „Кристално яйце“ (1997 г.) на Форум българска мода – за цялостно творчество.

## Личен живот
Неин съпруг е Севдалин Генов. Двамата имат дъщеря – Биляна.